# Vittangijärvi
 För ödegården, se Vittangijärvi (ödegård)
Vittangijärvi är en sjö i Kiruna kommun i Lappland som ingår i Torneälvens huvudavrinningsområde. Sjön har en area på 11,9 kvadratkilometer och ligger 437 meter över havet. Vittangijärvi ligger i Torneträsk-Soppero fjällurskog Natura 2000-område. Sjön är källan är för Vittangiälven och ligger i väglöst land norr om Jukkasjärvi i den så kallade Norra triangeln.

## Delavrinningsområde
Vittangijärvi ingår i delavrinningsområde (756451-170587) som SMHI kallar för Utloppet av Vittangijärvi. Medelhöjden är 486 meter över havet och ytan är 46,96 kvadratkilometer. Räknas de 33 avrinningsområdena uppströms in blir den ackumulerade arean 588,5 kvadratkilometer. Vittangiälven som avvattnar avrinningsområdet har biflödesordning 2, vilket innebär att vattnet flödar genom totalt 2 vattendrag innan det når havet efter 389 kilometer. Avrinningsområdet består mestadels av skog (57 procent) och kalfjäll (12 procent). Avrinningsområdet har 12,42 kvadratkilometer vattenytor vilket ger det en sjöprocent på 26,4 procent.

## Historia
Vittangijärvi omnämns i gamla skattelängder som Wiidsse Tresk (1559), Witzan (1568), Öffuer Uisangh (1576, 1594) eller Wissanger träsk (1595). Sjön brukades av samer inom den historiska lappbyn Siggevara eller Lullebyn (Nederbyn), som omfattade den östra delen av Jukkasjärvi socken. År 1559 angavs sjön dock tillhöra socknens andra lappby, Tingivara.

## Boplatser vid sjön
Vid sjön finns två övergivna boplatser: Härkäniemi och Vittangijärvi. Därutöver finns övernattningsbodar för fiskare.

## I kulturen
Deckarförfattaren Åsa Larssons bok Till dess din vrede upphör från 2008 utspelar sig till en del vid och i Vittangijärvi. I boken mördas ett ungt par, då de dyker efter ett tyskt flygplan som ska ha störtat och sjunkit i sjöns djup under andra världskriget.